# 115477 Брентаніка
115477 Брентаніка (115477 Brantanica) — астероїд головного поясу, відкритий 19 жовтня 2003 року.
Тіссеранів параметр щодо Юпітера — 3,355.